# Coccoloba gigantifolia
Coccoloba gigantifolia és una espècie de planta amb flors de la família de les poligonàcies. És endèmica de la conca del riu Madeira als estats d'Amazones i Rondonia a l'Amazònia central i sud-oest del Brasil. Aquesta espècie s'assembla a la de Coccoloba mollis, però es diferencia en el fet que té fulles molt més grans que les seves branques fèrtils.

## Descripció
Coccoloba gigantifolia és un arbre que creix a uns 49 peus (15 metres) d'alçada i té fulles que poden assolir els 8 peus (2,5 metres) de llarg i 4 peus i 7 polzades (1,4 metres) d'amplada, la segona fulla més gran coneguda entre les plantes dicotiledònies de Gunnera manicata. El pecíol només té unes quatre polzades (10 centímetres) de llarg i una polzada (2,5 cm) de gruix. A més de les fulles grans, es pot distingir dels seus congèneres pel tronc recte de l'espècie, rarament de més de tres polzades (7,6 centímetres) de gruix, amb anells transversals, pecíol articulat inserit a l'ocrea a la base de les seves fulles, la seva pubescència general., i la presència d'una medul·la buida a les branques. Les fulles enormes formen una roseta a la part superior del tronc principal i cadascuna de les poques branques. Aquest arbre no sembla tenir un nom indígena.

## Història botànica
La planta va ser observada per primera vegada pels botànics al riu Canumã, un afluent del riu Madeira, durant una expedició el 1982, però no es va recollir cap exemplar a causa de la manca de parts fèrtils. De nou l'any 1986, una expedició liderada pel botànic Juan Revilla, va trobar i va fer un registre fotogràfic d'un individu de Coccoloba de fulles molt grans, però estèril, prop de la ciutat de Porto Velho, a l'estat de Rondònia, encara no es va recollir cap exemplar d'herbari. Entre 1989 i 1993 durant diverses expedicions a la Reserva Forestal Nacional de Jamari, es van trobar 14 individus i es van recollir algunes fulles grans tot i que l'espècie era estèril.
Silvestre Silva va tornar a fotografiar individus de Coccoloba de fulles grans l'any 1995 en una carretera veïnal que connectava la ciutat d'Autazes amb la riba esquerra del riu Madeira, uns 110 km al sud-est de Manaus. Finalment, una expedició de l'agost de 2005 a una altra zona als voltants de la Reserva Forestal de Jamari va portar a la recollida de mostres fèrtils d'inflorescències, juntament amb fruits madurs i llavors caigudes sota un arbre individual.

## Etimologia
L'epítet específic gigantifolia fa referència a la proporció de fulles inusuals de l'espècie.